# بهنود رمضانی
بهنود رمضانی قراء متولد سال ۱۳۷۱ در شهرستان قائم شهر مازندران دانشجوی ترم دوم رشته مهندسی مکانیک دانشگاه صنعتی نوشیروانی بابل در اعتراضات جنبش سبز در چهارشنبه‌سوری ۱۳۸۹ بر اثر علتی نامعلوم در نارمک تهران کشته شد و جسدش به بیمارستان الغدیر تهران منتقل شد. روز ۲۶ اسفند ۱۳۸۹ خانواده بهنود رمضانی جسد وی را از پزشک قانونی تحویل گرفته و در روز ۲۷ اسفند، در روستای قراخیل از توابع شهرستان قائم شهر دفن شد.
هم چنین در دانشگاه نوشیروانی دانشجویان در مراسم چهلم کشته شدن بهنود رمضانی با سر دادن شعارهایی، نسبت به کشته شدن او اعتراض کردند.